# إدوارد بايارد جوستين
إدوارد بايارد جوستين (بالإنجليزية: Edward Bayard Heath)‏ هو طيار وشخصية أعمال ومهندس أمريكي، ولد في 17 نوفمبر 1888 في بروكلين في الولايات المتحدة، وتوفي في 1 نوفمبر 1931 في إلينوي في الولايات المتحدة.